# Hypomyces papulasporae
Hypomyces papulasporae är en svampart som beskrevs av Rogerson & Samuels 1985. Hypomyces papulasporae ingår i släktet Hypomyces och familjen Hypocreaceae.  Arten är reproducerande i Sverige. Inga underarter finns listade i Catalogue of Life.

## Bildgalleri

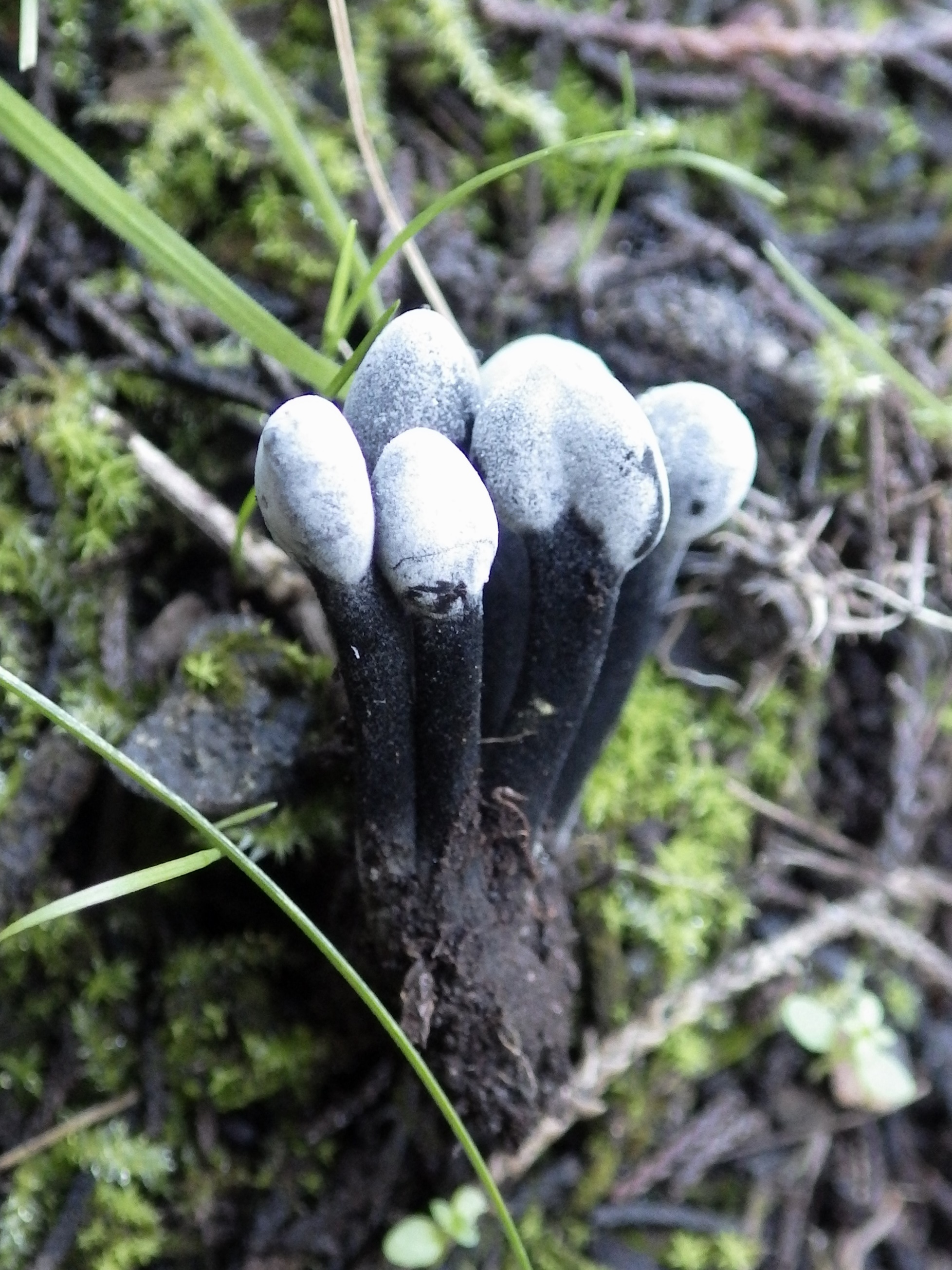